# 天空のエスカフローネ
『天空のエスカフローネ』（てんくうのエスカフローネ、The Vision of Escaflowne）は、サンライズ制作の日本のテレビアニメ。1996年4月2日から9月24日までテレビ東京をキー局として全26話が放送された。
2000年には設定を一新した劇場版『エスカフローネ』が公開された。

## 概要
ロボットアニメに少女漫画の要素を融合したものとして構想された当初の企画では、『空中騎行戦記』というファンタジー要素を持つ可変戦闘機ものだった。
ファンタジー、運命、科学、恋愛などさまざまなテーマを複雑に絡めたストーリー展開、菅野よう子や溝口肇による音楽などが特色。作画補助としてCGが実験的に使われたことや、フルオーケストラ（ワルシャワ・フィルハーモニー管弦楽団、ローマ歌劇場）による音楽も話題を呼んだほか、主人公・神崎ひとみの声を担当した坂本真綾が当時16歳の高校生であったことも注目された。坂本は本作がテレビアニメ初出演、初レギュラー、初主演となり、オープニングテーマの歌唱も担当した。また、ゆかり/ミラーナ役の飯塚雅弓も本作がテレビアニメ初出演となった。

## ストーリー
高校1年生の占い好きな少女、神崎ひとみは突然地球から異世界ガイアに飛ばされてしまう。月と地球を天空に抱くその世界では人の“想い”が世界を変える力となる。その地で、彼女は自国（ファーネリア）を滅ぼされた若き王、バァンと、彼の乗る人型機械（ガイメレフ）「エスカフローネ」、陰のある騎士アレンたちと共にガイア全土を取り巻く戦いへと巻き込まれていく。

## 登場人物
（以下、特に区分されていない場合はテレビ版での設定）

### 地球
神崎 ひとみ
声 - 坂本真綾
本作の主人公。高校生で陸上部の短距離選手。大会で通用する唯一の一年生。憧れの先輩・天野が外国に行ってしまうと聞き、「100メートルで13秒を切れたら、わたしのファーストキス! お願いします!!」という台詞にもあるように思い切った言動が多い。基本的に明るく前向きだが少々短気で、一つのことに集中すると周りが見えなくなってしまうことも。
タロットでの占いやダウジングといった特技を持っており、他の者には見えない敵や未来のビジョンを（故意でなく）見てしまうこともある。いつも持っているペンダントは祖母の形見。祖母の「大切な人を信じる、信じれば想いは必ず届く」という言葉を胸に抱く。家族は両親と弟が一人。
「竜退治の儀」で地球に迷い込んだバァンと出会い、巻き込まれる形でガイアに渡る。
天野にそっくりなアレンに恋するが、やがてそれは本物ではないと気づき、自分が本当に好きなのは誰かを知ることになる。
【劇場版】テレビ版とは大幅に設定が異なり、共通しているのは陸上部に所属していたこと程度。「足を痛めて陸上を断念、自分の存在の希薄さを感じ、自らの消失を願う」という陰のある人物像に変更されている。その他、家族構成が一人っ子、住んでいる街が湘南から東京に変更されているという相違がある（小説版では生地はTV版同様）。フォルケンによってエスカフローネを蘇らせる「翼の神」としてガイアに召喚される。

天野 進
声 - 三木眞一郎
ひとみが恋心を抱く、陸上部の先輩。彼もひとみを憎からず思っていたが、外国へ引っ越すことになっていた。しかし、ひとみがガイアに転移する瞬間に立ち会ったことに責任を感じ、日本に留まることに。

内田 ゆかり
声 - 飯塚雅弓
ひとみの親友。陸上部マネージャー。天野に想いを伝えるよう、ひとみの背中を押していたが、実は彼女自身が天野に好意を持っていた。
【劇場版】陸上部をやめ無気力になったひとみを心配するが、彼女に拒絶されてしまう。

ひとみの母
ひとみの行方不明事件を受けて、神崎家を訪問した天野とゆかりに、ひとみの祖母の体験を話し聞かせる。

ひとみの祖母
今は亡き、ひとみにペンダントを遺した人。実はひとみと同年代の頃、夏祭りに出かけた時にガイアへ飛ばされたことがある。その際、アレンの父レオンと交流を持っていた。
矢代ゆずるの漫画版では名前はゆりとされている。

### ガイア

#### ファーネリア王国
バァン・ファーネル
声 - 関智一（子供時代：亀井芳子）
本名バァン・スランザール・デ・ファーネル。天空の竜に守られしファーネリア国の王子。シリーズ冒頭にて、試練“竜退治の儀”を果たして王となり、ガイメレフ・エスカフローネと血の契約を結ぶ。無口で不器用。王としての使命、戦うことの苦しみや命の重さに悩むことも。言葉でのコミュニケーション能力には欠けるが、本質は優しく、少しとぼけた性格。人間の父と竜神人の母の血を引いており、背中に白い翼を生やすことができる。兄であるフォルケンが「“竜退治の儀”を逃げた」と陰口を叩かれたため、戦いに背を向けて逃げることを何よりも嫌う。
【劇場版】幼いころに兄率いる黒竜族によって国を滅ぼされた竜族最後の王。兄への復讐のみを目的に戦っている。エスカフローネの中から現れたひとみを最初は訝しんでいたが、彼女との交流で本来の人間性を取り戻す。

メルル
声 - 大谷育江
バァンを慕う猫人の少女。一応バァンの侍女的立場にある。バァンのためなら身を挺することも厭わない。最初はひとみを疎んじていたが、次第に打ち解ける。戦災孤児で、幼さが目立つ言動の一方、大人びた側面も持っている。
【劇場版】幼少期に天涯孤独となったバァンと同じアドムの村で育ち、現在はバァンとともにアバハラキに身を寄せている。バァンの本来の優しさを知っているため今の状態を案じている。TV版と違いパンツを履いている設定である。

ゴオウ
声 - 大塚明夫
先代のファーネリア王でフォルケン、バァンの父。ヴァリエと出会い、周囲の反対を押し切り結婚。バァンが物心つく前に病死した。祖父の頃に完成したエスカフローネの搭乗者でもあった。
【劇場版】登場せず、後述する竜王がその役割を担っている。

ヴァリエ
声 - 榊原良子
バァンの母。竜神人の末裔。“運命の出会い”として、ファーネリア王ゴオウに嫁ぐ。ゴオウの死後、“竜退治の儀”において行方不明となったフォルケンを追い、竜の森で失踪。最終回の描写からは既に他界している模様。
【劇場版】既に故人で、ディランドゥの生母（ゴオウの愛人）に嫉妬して追放するなど、狭量な一面が追加された（小説で明記されている）。また、フォルケンとは実の母子関係ではなくなっている。

バルガス
声 - 玄田哲章
ファーネリア王国の侍大将。バァンとアレンの剣の師でもある。ガイア三剣豪の一人。ガイメレフに剣のみで立ち向かえるほどの力を持つ。ザイバッハ帝国軍によるファーネリア侵攻に際し、アルセイデス1体を倒すも討ち死に。漫画版ではシアンという実娘がおり、彼女はひとみやバァンの旅に同行している。

アソナ
声 - 岩田安生
ファーネリアの侍大将。専用メレフを持っている。ザイバッハ帝国軍との戦闘にて戦死。

ユリゼン
声 - 土師孝也
ファーネリアの侍大将。専用メレフを持っている。ザイバッハ帝国軍との戦闘にて戦死。

ルヴァ
声 - 中嶋聡彦
ファーネリアの侍大将。専用メレフを持っている。ザイバッハ帝国軍との戦闘にて戦死。

#### アストリア王国
アレン・クルゼード・シェザール
声 - 三木眞一郎
無敵と謳われるアストリア王国の騎士。地球年齢で21歳相当。ひとみの先輩の天野に瓜二つの容貌の持ち主。女性に紳士的な優男である一方、剣やガイメレフの操縦にも卓越しており、シリーズ序盤ではバァンと手合わせをして彼に勝っている。
少年時代、父親が家族を捨てて己の道を走り、その心労で母親が病死。妹のセレナも行方不明になったことで一度は盗賊業に身を落としたが、バルガスとの出会いにより改心。その後、王国で12人しかいない誉れ高き「天空の騎士」に任命される。王国の第一王女、マレーネと恋仲となり、2人の間に出来た子がシド王子である。マレーネと別れた後は辺境の砦警備の任に就き、荒くれ者の部下たちを率いることになる。部下には「お頭」と呼ばれている。
家庭を捨てた父親レオンを長年憎み続けていたが後に幻の谷で死んだ父親と再会、そこで両親が愛し合っていたことを知り和解した。
【劇場版】黒竜族と戦う組織「アバハラキ」のリーダー。仲間と打ち解けようとしないバァンを挑発しつつも、その能力を高く買っている。テレビ版の部下たちも「アバハラキ」のメンバーとして登場。

アストン・サラ・ミラーナ
声 - 飯塚雅弓（TV版）、武田亜希（劇場版）
アストリア王国の第三王女。勝気な性格で、思ったことは強引に実行に移す傾向がある。アレンに好意を寄せており、ひとみとライバル的な関係になるが徐々に友人としても打ち解けていく。人の役に立ちたいと医術を学び、アレンの負傷に際して初めての手術を成功させるなど非常に勉強家な側面もある。地球年齢で15歳相当。
【劇場版】「アバハラキ」に所属する女戦士でナイフ使いと、テレビ版とは設定が大きく異なる。性格も姉御肌となっている。

エリーズ・アストン
声 - 天野由梨
アストリア王国の第二王女。物静かで実直な女性。アレンに密かに惹かれていたが、それを表に出す事はなかった。

マレーネ・アストン
声 - 稀代桜子
フレイド公国の項参照。

ガデス
声 - 大川透
アレンの副官。階級は軍曹。アレンが不在、もしくはシェラザードで出撃している時はクルゼードの指揮を執っていた。

キオ
声 - 松尾銀三
口ひげを生やし、いつも鎧を着込んでいるクルゼード隊の隊員。クルゼード内では操舵手。

テオ
声 - 中嶋聡彦
褐色の肌で短髪、茶色の鎧を着ているクルゼード隊の隊員。

リデン
声 - 上田祐司
頭にスカーフを巻いたクルゼード隊の隊員。クルゼード内では潜望鏡のようなもので外部を観測している。

オルト
声 - 檜山修之
スキンヘッドの頭に大きな傷を持つクルゼード隊の隊員。

カッツ
声 - 小野英昭
筋肉質な金髪のクルゼード隊員。細いタレ目が特徴。

バイル
声 - 室園丈裕
鼻が赤いクルゼード隊の隊員。

モグラ男
声 - 茶風林
モグラ人。森の民。元はカステーロの砦に捕らえられていたコソ泥であるが意外と博識で、なぜかアレン達と行動を共にするようになった。
【劇場版】「アバハラキ」の一員。ひとみの出現を予言したが、いんちき占い師と呼ばれている。

メイデン・ファッサ
声 - 阪脩
アストリアの豪商。ドライデンの父。アストリアの政治にも関わっている。エスカフローネを値踏みしたり、ヤモリ人を使ってひとみをさらおうとしたりと、貪欲な性質が窺える。

ドライデン・ファッサ
声 - 小杉十郎太
ミラーナの許嫁。アストリアの豪商メイデンの跡取り息子で、船団を率いてガイアを旅しながら商売していた。本業が順風満帆であるのは勿論のこと、自室は本で溢れ、学者に負けない知識を持つと自負する。飄々とした性格である。劇中では親子の絡みは描写されていない上、本人も父親を軽視している節がある。
【劇場版】鉱山都市トルシナの富豪で、「アバハラキ」のスポンサー。

番頭
声 - 亀山助清
弱気なネズミ人の老人。ドライデンの右腕だが、常に彼の金銭感覚の低さを危惧している。

レオン
声 - 土師孝也
アレンの父。しがらみを嫌い、家族をアストリアに置いて単身旅を続けていた。その旅の果てにひとみの祖母と出会う。その後、アトランティスの謎を求めて幻の谷への旅を続けていたが、同じくアトランティスの謎を追っていたアイザックことドルンカークに日誌を奪われ殺された。

エンシア
アレンの母。家族を捨てたレオンを最後まで愛していた。レオンの日記が独りでに自宅に戻った所を目撃しており、同時に彼の死に勘づいた模様。アレンの妹セレナが神隠しにあった後、心労により病死。

#### ザイバッハ帝国
ディランドゥ・アルバタウ、セレナ・シェザール
声 - 高山みなみ
ザイバッハ帝国のガイメレフ部隊、「竜撃隊」を指揮する少年。エキセントリックで残虐非道、何よりも戦いや殺しを楽しみとしており、鏡を見て陶酔することもあるナルシスト。しかし一方で、「竜撃隊」の隊員たちからは、死してなお彼を守ろうとするほどの信望を集めてもいた。その正体は、運命改変の実験のため連れ去られ、性別さえも含む姿と記憶を変えられたアレンの妹セレナである。
【劇場版】「黒竜族」の竜撃隊（騎兵部隊・メンバーはTV版と同じ）隊長。バァンたちの父である竜王の庶子でバァン、フォルケンとは異母兄弟。かつて荒野で獣同然の生活をしていたところを、竜族の血を引く手駒としてフォルケンに拾われた身。セレナとは別人になっており、性別は純然たる男性。小説版ではアルセイデスに意識を転写してバァンと戦い、戦死。

フォルケン・ラクール・デ・ファーネル
声 - 中田譲治
バァンの兄。バァンと同様ファーネリアの王子であったが、王位継承の儀式である“竜退治の儀”の途中で行方不明になった。その後、ザイバッハ帝国の軍師としてバァンの前に現れ、エスカフローネを狙う。フレイド攻略の際は、交渉において、全権を任されるほどの力を持っている。元・魔道士。
竜退治の儀で戦った竜に右腕を食いちぎられ、保護されたザイバッハ帝国において機械の義手を与えられた。
元来はバァン同様白い翼を持っていたが、いつの間にか黒く変わっていた。
本当は誰よりも世界のことを想っており、争いのない世界を作るためにドルンカークに与することを選んだ。しかし、次第にその行動に疑問を感じるようになり、やがて離反。刃を向けるが叶わず、命を落とす。
【劇場版】ガイア全土を席巻する「黒竜族」の宗主。元は竜族王家の長子だったが、継承者の条件である王の印が現れなかったため竜族の特徴である翼を捨て、自らの手で国を滅ぼした。悲しみに満ちたガイアを消し去ろうとしており、「翼の神」ひとみをガイアに呼び寄せた張本人。TV版と違い異母兄弟。

シェスタ
声 - 山口勝平
竜撃隊隊員。フレイド攻略後、エスカフローネとの戦闘において戦死。透視能力を持つ。
【劇場版】生き残り、ディランドゥと最後まで同行する。

ミゲル・ラバリエル
声 - 松野太紀
竜撃隊隊員。フレイド攻略前、アレン達に捕虜にされる。逃亡の最中、功を焦って失敗。負傷したところを、作戦の口封じのためゾンギに殺された。
【劇場版】アレンに返り討ちにされた。

ガァティ
声 - 真殿光昭
竜撃隊隊員。他の竜撃隊員とともにエスカフローネに倒される。
【劇場版】シェスタ同様、ディランドゥと同行。

ダレット
声 - 有馬克明
竜撃隊隊員。
【劇場版】ディランドゥと同行。

ナリア
声 - 天野由梨
豹人の幸運強化兵。エリヤの双子の姉。本名ナルナル（ナリアはフォルケンに与えられた名）。銀色の髪を持つ。幼い頃、人間による焼き討ちで両親を失い、エリヤと共に迫害されていたところをフォルケンに助けられた。以来、彼を慕い続けている。エリヤと共に、ザイバッハ本国での魔道士たちによる訓練を終え、フォルケンの下に配属された。専用ガイメレフ・テイリングを駆りアストリア王国を襲撃。
【劇場版】ドライデンの酒場の歌姫として登場。ストーリーには絡んでこない。

エリヤ
声 - 日高奈留美
豹人の幸運強化兵。ナリアの双子の妹。本名ベルベル（エリヤはフォルケンに与えられた名）。金色の髪を持つ。姉のナリア同様フォルケンを慕い、忠実に仕える。ナリアと共に魔道士に訓練を受けた後、フォルケンの下に配属された。専用ガイメレフ・テイリングを駆りアストリア王国を襲撃。
【劇場版】ナリア同様ドライデンの酒場の歌姫として登場。

ジャジュカ
声 - 辻谷耕史
犬人。セレナがザイバッハにさらわれてきた当時の世話役。セレナがディランドゥになってからは、竜撃隊全滅後に与えられた、ただ一人の部下として現れ、ディランドゥが唯一心を開く存在となる。
【劇場版】ディランドゥの副官を務める竜撃隊隊員。元は黒竜族に自分の里を滅ぼされた身で、フォルケンに復讐する機会をうかがっていた。

ゾンギ
声 - 塩沢兼人
まやかし人と呼ばれるカメレオン人。フォルケンの忠実な部下。特殊な変身能力によって、プラクトゥに成り代わり、フレイド公国に潜入。公国を混乱させるが、任務終了後、ミゲルを殺した咎でディランドゥによって殺される。他国に潜入していた時分、その敵国で任務にあたっていた兄を殺してしまった過去を持つ。

アデルフォス・ゲイン
声 - 銀河万丈
ディランドゥの直接の上司で、赤銅の軍を率いるザイバッハの将軍。ザイバッハ四魔将の筆頭。フレイド公国侵攻などに参加している。他国から恐れられていたことは容易に想像できる。が、アストリアと同盟国との戦闘の際、バスラム軍が使用したエナジスト爆弾によって、彼の乗る浮遊要塞は大破・着底した。アデルフォス自身は四魔将軍の中で唯一生存している。

ヘリオ
声 - 西村知道
ザイバッハ四魔将のひとつ、青銅の軍を率いる。上記エナジスト爆弾によって戦死。

ゾディア
声 - 江角英明
ザイバッハ四魔将のひとつ、黒鉄の軍を率いる。上記エナジスト爆弾によって戦死。

ゲティン
声 - 郷里大輔
ザイバッハ四魔将のひとつ、白鉄の軍を率いる。上記エナジスト爆弾によって戦死。

ドルンカーク
声 - 山内雅人
ザイバッハ帝国皇帝。元々は17〜18世紀の地球に生きていた科学者で、本名はアイザック。「人間の運命を科学的に解明したい」と、死の床に伏しても研究を望む想いが彼をガイアに転移させた。その後、貧しかったザイバッハ発展のため尽くしてきたが、大国となった今、研究への想いは再び燃え上がり、ザイバッハをも含むガイア全土を混乱させていく。過去に惑星ガイアに転移したひとみの祖母と出会っている。
モデルは万有引力を発見した実在の科学者・錬金術師のアイザック・ニュートン。

#### フレイド公国
シド・ザール・フレイド
声 - 高山みなみ
フレイド公国の王子。登場時はアレンを英雄として単純に憧れたり、戦闘に脅えるなどの幼さを見せたが、ザイバッハとの戦の後、若きフレイド公王として大きく成長を始めた。実はマレーネ姫とアレンの間に出来た子だが、本人はその事実を知らない。

マレーネ
声 - 稀代桜子
アストリア王国の第一王女でミラーナの姉。劇中ではすでに故人で、回想シーンにしか登場しない。
アレンと愛し合っていたが政治的策略によりフレイド公国に嫁がされる。しかし、その時すでにアレンの子（＝シド王子）を身ごもっていた。結婚後フレイド公王の愛情に触れ、やがて自身も彼を慕うようになるが、病を得て夭折。死の床でフレイド公王への愛を口にした。

マハド・ダル・フレイド
声 - 仲野裕
フレイド公国の王。マレーネの夫。マレーネとシドを愛し、シドと血の繋がりがないことを知りながらも我が子として大切に育てる。厳格さと愛情深い側面を併せ持ち、アレンをも含む民衆の尊敬を集めた名君。ザイバッハ帝国との戦いで死亡。

ボリス
声 - 飯塚昭三
フレイド公国の執政官（摂政官とも）。ザイバッハとの決戦において、伝書・獅子の巻を決行、他の僧兵たちと共に国のために命を落とした。

カジャ
声 - 藤原啓治
フレイドの秘宝をフォルトナ寺院で守るゼグウ一族の長。

### ゲーム版オリジナルの登場人物
天野 みづる
声 - 天野由梨
ドルンカークによってその特性から来る高い幸運偏差値を見込まれ、「幻の月」から召喚された神崎ひとみの同級生。幸運強化兵となってエスカフローネを襲うが、最終的にはひとみと和解し、一足先に光の柱によって幻の月（地球）に帰還する。
レフィーヌ
声 - 日高奈留美
ザイバッハの女戦士。ディランドゥに思いを寄せていて、彼に喜んで欲しいため、バァンを付け狙う。

### 劇場版オリジナルの登場人物
ソラ
声 - 飯塚雅弓（歌：シャンティ・スナイダー）
フォルケンに寄り添う神秘的な少女。フォルケンの侵略により滅びた一族の生き残り。フォルケンの亡骸と共に崩壊する要塞の中に消えた。

ヌクシ
声 - 松山鷹志
自分の村を人質に黒竜軍の特殊兵にされた獣人。彼の村とアドムの村は交流があったらしく、バァンとも顔見知り。ひとみを拉致するが、バァンに阻止されたことをディランドゥに咎められ、処刑された。
小説版ではバァンと決闘の末に戦死している。

リュオン
声 - 河野健裕
劇場版初登場のディランドゥの部下。シェスタ同様生き延びた。

竜王
声 - 玄田哲章
劇場版におけるフォルケン、バァン兄弟の父。占いによりデューン（フォルケン）ではなくバァンを跡継ぎとしたことが悲劇を呼ぶ。

## ガイアという世界
ガイア
大昔の地球で破滅に瀕した古代アトランティス人たちの生き残りがその“想いの力”を結集して作り上げた星。文化イメージは産業革命前後の地球。いくつもの国があり、竜や獣人を始めとした地球とは違うさまざまな生き物が息づいている。そして、浮き船やメレフなどのテクノロジーが、ガイアの人々の暮らしを支えている。

幻の月
ガイアの空に月と並んで見ることができる地球のこと。「幻の月は災いを呼ぶ」と言われ、不吉の前兆とされる。
アスガルド大陸
暗黒大陸とも呼ばれる。嵐や周辺にある浮き岩のせいか、辿り着くのは非常に難しい。幻の谷があると伝えられる。

幻の谷
竜神人が住むという。アスガルド大陸にあると伝えられていたが、実際は、異次元にあり、地球上にあるはずの滅亡した古代アトランティスの都市であった。

アトランティス
ガイアではなく、地球上に存在した古代の超文明。

### ガイアの国々
ファーネリア王国
山間にある侍の国。小国だが、イスパーノ製の白いガイメレフ、エスカフローネを持つ。バァン、フォルケン、メルル、そして、バルガスの故国。“侍”と呼ばれる戦士たちが国土を竜や他国から守っている。バルガスはその侍大将4人のうちの一人、バァンが王となった直後、ザイバッハ竜撃隊の奇襲により滅びた。その際バルガスたち侍大将は討ち死に、生き残った人々も散り散りとなった。この国では、王候補である王子たちには、王になるため、竜を倒してドラグエナジストを取り出し持ち帰るという“竜退治の儀”が課せられる。バァンの父で先代の王は、ゴオウ、母でその王妃はヴァリエ。

アストリア王国
南部ヨーロッパを連想させる、商業で栄える王国。ベネツィアを想起させる、水路が入り組む華やかな水の都パラスを首都に持つ。獣人が虐げられることの多いガイアだが、パラスの市場では多くの獣人が行き交い、王国の懐の深さが窺える。物語途中まではザイバッハ帝国と同盟を組んでいたが、フォルケンのパラス襲撃を受けて同盟を破棄。反ザイバッハ同盟の盟主的存在となる。
アストリアの由来はアストリアの英雄アリーアから取られた。

ザイバッハ帝国
北方に位置するロシア的な自然の厳しい軍事国家。元は酷暑と厳寒の痩せた貧しい土地であったが、ドルンカークが皇帝として君臨する現在は、錬金術（科学）による工業で財をなし、ガイア有数の軍事大国に成長した。赤銅、青銅、白鉄、黒鉄の四魔軍と魔道士集団を擁し、その軍事力を背景にガイア統一をもくろむ。が、終盤、ドルンカークの理論追求のため、進軍を許されず、その間にエナジストを用いた大量破壊兵器を投下され、軍の大半を失う。

フレイド公国
東南アジア風の雰囲気を持つ国で、仏教の僧のような風貌の兵士たちがいる宗教色のつよい国家。国土にフレイドの秘宝と呼ばれるパワースポットを持つ。パワースポットには、古代アトランティスを滅ぼした力が眠っており、何世代にも渡ってフレイドの民により守られてきた。しかしザイバッハ帝国の侵攻により王は戦死。その遺志を継いだシド王子によりザイバッハへ引き渡された。首都・ゴダシム。

バスラム共和国
ザイバッハに決戦を挑んだアストリアの同盟国の一つ。決戦の最中、勝利を焦ったバスラム所属の将のひとりが禁断の兵器であるエナジスト爆弾を投下、味方の軍もろともザイバッハ軍の大半を消滅させた。

デイダラス王国
ザイバッハに決戦を挑んだアストリアの同盟国の一つ。

チェザリオ王国
ザイバッハに決戦を挑んだアストリアの同盟国の一つ。ザイバッハとの決戦では、戦場へ先遣隊を送り込んでいる。その先遣隊と幻の月（地球）から戻ったバァンとひとみが出会い、請われて、バァンは彼らと共に戦うこととなる。

エグザルディア王国
ザイバッハに決戦を挑んだアストリアの同盟国の一つ。実は、ミラーナ姫が初登場時に着ていた服装はこの国の物である。

### ガイアの人々と生き物
竜神人（りゅうじんびと）
地球からガイアに渡った古代アトランティス人たちのガイアにおける通称。背に白い翼を持つ。古代アトランティスを滅ぼした呪われた一族として忌み嫌われ、恐れられている。ガイアでもめったに出会うことはないらしい。バァンの母ヴァリエは純粋な竜神人。死期が近づくと背中の翼は白から黒に変色するという。

侍
王を含むファーネリアを守る戦士（兵士）たち。

騎士
アストリアの戦士階級を騎士と呼ぶ。

天空の騎士
アストリアの騎士、その中で、選ばれた12人のみが『天空の騎士』となり、ガイメレフ・シェラザードを与えられる。アレンもその一人。
マレーネの日誌が読みあげられるシーンで全員勢ぞろいする場面がある。

僧兵
フレイド公国を守る戦士（兵士）たち。

プラクトゥ
フレイド公国の僧兵の中でも特に催眠暗示による尋問に長けた者を指す。代々のフレイドの王家の者はこのプラクトゥの言うことを聞かねばならない。

イスパーノ一族
アトランティスの民の技を受け継ぎし一族。普段は工房船とともに異次元にいる。エスカフローネを造った。彼らは、全身を覆うローブから、まるでカメラのレンズのようなものが覗いているという、変わった風貌をしている。

竜撃隊（りゅうげきたい）
ディランドゥを隊長とするガイメレフ部隊。能力の高い美少年ばかりが集められている。隊員は皆ディランドゥに心酔しており、死した後も霊魂となって彼を守ろうとしたことからも、その度合いがうかがえる。
ガアティ、ダレット、シェスタ、リュオン、ディオレ（3話冒頭でそれらしき人物がディランドゥの前にひざまずいている姿勢で一瞬登場）が名前つきで登場。

魔道士
ドルンカーク直属の、運命について研究を行う科学者たち。さらって来た子供を使って人体実験を行う者や幸運強化について研究する者など、彼らによっていくつもの研究がなされている。フォルケンも元はその一人。

幸運強化兵（こううんきょうかへい）
己に有利な事象を人為的に引き起こすために、運命改変を施されたザイバッハ兵士、作中ではナリア・エリヤ姉妹のみ確認できる。そして、2人は更なる強化のため幸運血液を輸血している。

#### 獣人
「けものびと」と読む。猫や犬などの動物に似た、皮膚を覆う体毛や尻尾などの特徴を備えた人々。多くは二本足で立ち陸上で生活しているが、水中で生活する下半身が魚の種族もいる。迫害の対象ともなっており、作中ではいわれのない理由により焼き討ちにされたり、観賞用として捕らえられたりしている。それ故か、単独の種族で小さな集落を作って生活している者も多く、獣人による国家は存在しない。
主要人物中では、メルル、ナリア・エリヤ姉妹、ジャジュカが獣人である。
猫人
メルルが登場している。

狼人
ルムを族長とする一族が登場している。遠吠えにより、遠くまで言葉を伝えることが可能である。

犬人
ジャジュカが登場している。

豹人
ナリア・エリヤ姉妹が登場している。両親は、人間たちからいわれのない襲撃を受け、不幸にも命を奪われている。

イルカ人
ひとみやバァン、ミラーナたちが繰り出したパラスのバザーで登場。ひとみがすれ違った。

鷹人
ひとみやバァン、ミラーナたちが繰り出したパラスのバザーで登場。ひとみがすれ違った。

人魚
シルフィという人魚が登場している。観賞用として捕まっていた所を、ドライデンに助けられ、ドライデンの商船の水槽に入っていた。

ヤモリ人（ヤモリびと）
手足を使い、壁面を自由に動き回れる。作中では、メイデンに雇われ、ひとみをさらっている。

まやかし人（まやかしびと）
カメレオン人。変化の能力を持つ獣人の一族。一族の定めとして、傭兵となってガイアの各国に所属して戦う者が多い。ゾンギもその一人。

#### 生き物他
竜
地竜。2本足で腕の無い巨大な爬虫類的生物。体内のドラグエナジストはメレフや浮き船などの動力源となる。また作中ではバァンを竜神人の末裔であり、またエスカフローネに乗っていることから「竜」と呼ぶこともある。

海竜神ジェチア
アストリアの守護神。パラスの港に街を見守るように石像が立てられている。その手にはエナジストがある。

### ガイアの事物
エナジスト
鉱山で採掘されたエナジスト鉱石を精製してできる。竜の体内で精製されたものは特にドラグエナジストという。メレフや浮き船などの動力源となり、はては現代の核兵器のようなすべてを破壊してしまう強力な兵器の元にもなっている。作中のガイメレフへ搭載されたものを見ると、かなりの大きさのものも造られていることがわかる。搭載される個数はそのガイメレフの強さのバロメーターとも言える。

ドラグエナジスト
エナジスト鉱石を食べた竜が体内で濃縮、精製したエナジストのことで、通常のものよりも価値が高い。ガイメレフの動力源。ドラグエナジストは、薔薇の花のような形をした宝石のような外見をしている。大きさは大人の拳を一回り大きくした程度のもの。通常、ドラグエナジストは化石化した竜の骨のあるところから発掘されている。冒頭のバァンの得たような、生きた竜から取り出したドラグエナジストはより大きな力を持つと思われる。

エナジスト爆弾
エナジスト鉱石のエネルギーを利用した大量破壊兵器。製造方法自体はすでに解明されていたが、予測される破壊力があまりにも大きいために、ガイアの各国は今まで製造することはなかった。

浮き岩
普段から空中に浮遊している岩。これを利用して、大小さまざまな多くの浮き船が造られている。熱すると浮力を失う。

グラールの葉
モグラ男を始めとした“森の民”が携帯する薬草。大抵の毒は中和できるらしい。あまり人間たちには知られていないらしく、バァンがこの葉の存在を知っていることにモグラ男は驚いている。バァンは兄フォルケンからこの薬草のことを聞かされていた。

イスパーノホワイト
イスパーノ製の、エスカフローネを覆っている白い色をこう呼ぶ。また、その特徴的な色から転じて装甲そのものも指す。通常のガイメレフの装甲と比較して軽量かつ強靭であるらしい。

ひとみのペンダント
実は古代アトランティス人の持っていたペンダント。アレンの父レオンがどこかで手に入れ、ひとみの祖母を通してその手に渡っていた。

#### 浮き船
浮き岩を硬式飛行船のガス嚢のように用い、それに推進用の動力をつけて操縦可能にした一種の航空機。小型の快速艇から、浮遊要塞、巨大な商船、超巨大なイスパーノ工房船まで、様々な大きさと形、目的の浮き船が存在する
クルゼード
アレンを頭とするクルゼード隊の快速艇。アレン達のいた砦（カステーロの砦）の地下に隠されていた。竜撃隊による奇襲の際には付近の滝の裏にあった出入り口より登場した。ガイメルフ2機（シェラザード、エスカフローネ）を搭載可能な母艦でもある。
クルゼードのような快速艇の速度を凌ぐ浮き船はない。それだけに、空を飛び、しかも、クルゼードに軽々と追いついたガイメレフ・アルセイデスの存在はアレン達を驚かせた。アレンのミドルネームでもある。

浮遊要塞
様々な形・大きさが確認できるガイア各国にある軍事用の浮き船。ただしザイバッハ帝国のものを含めて基本的に火器が装備されておらず、浮遊要塞自体の戦闘力は低い。主な用途は移動司令部か、ガイメルフを含む軍勢の輸送用といったところ。

ヴィワン
ザイバッハ帝国竜撃隊の浮遊要塞。作品中盤、テイリングがパラスを襲った際には、浮遊要塞として初めてステルス・システムを搭載した。第21話でバァンに撃沈され、アストリア沖に沈んだ。

ディレイト
ザイバッハ帝国軍の浮遊要塞。終盤、ディランドゥとジャジュカが他の部隊と共に乗っていた。ヴィワンと同様にステルス・システムを搭載している。アストリアのランパントを奇襲した。

イスパーノ工房船
普段は異次元に存在する船で、ヒトの胎児のようなシルエットを持つイスパーノ一族の超大型工作艦。クルゼードと比べれば十分に大きいと思われるドライデンの商船さえ、小さいと思わせるほどの巨体を持つ。作中ではイスパーノのガイメレフであるエスカフローネの装置により、通常空間へ呼び出された。浮き船に分類はされてはいるが、外見から見るに浮き岩を利用しておらず、原理的にはガイアの物とは異なるアトランティスのテクノロジーによって航行している模様。

#### アストリア王国関連
カステーロの砦
序盤、アレン達が警備をしていた辺境警備の砦。竜撃隊の襲撃を受けて壊滅した。近くの滝から砦の下に続く洞穴があり、そこに浮き船クルゼードを格納していた。この名は本編には出てこない。

ランパント
浮き船の港。ザイバッハとの決戦の前に、同盟軍の浮き船が多数集結、会議を開こうとしていた場所。そこをステルスシステムを搭載した浮遊要塞ディレイトによる奇襲を受け、壊滅した。

#### ザイバッハ帝国関連
ガルフォ
ザイバッハ辺境の地。ランパント奇襲後、ディランドゥとジャジュカが32番隊と共に配置された。

流体金属
ザイバッハのガイメレフ（アルセイデスなど）に搭載されている様々に形を変えることができる金属。衝撃緩和剤としてメルフやガイメルフの操演宮を満たし、搭乗者の動きをガイメレフに伝えている。また、形を変えて武器や盾にもなり、ガイメレフ自身の骨格さえも形作る。「クリーマの爪」として槍状に伸ばして射出し、飛び道具的に使うこともできる。
デメリットは引火性が高いことである。これを利用して火焔放射やテイリングの推進剤などにも利用されるが、撃破されると即座に引火炎上し搭乗者も脱出する間もなく焼死してしまうため、これが防御・脱出上の弱点ともなっている。

幸運増幅機
ヴィワンに搭載されていた。後に、アストリアにより沈没したヴィワンより引き上げられている。

幸運血液
ザイバッハの国民の中でも、特に運勢の強い者・生存確率の高い者から採取した「幸運デオキシリボ核酸」を用いて作られた人工血液。幸運強化兵・ナリアとエリヤの幸運を更に強化するために使われた。
ただし、その反作用が現われた時、投与者は幸運どころか生命をも失い、急激に老衰して死亡する。

運命加速装置
運命素粒子を加速する装置で、運命改変装置の一部。「恋の黄金律作戦」で使用。

運命予測装置
運命を予測する装置。大型の天体望遠鏡に似た構造となっており、ドルンカークはこれを覗き込むことで運命を観測していた。「不確定要素」ひとみの出現によって、誤差の発生や予測そのものが見えなくなるといった障害が発生した。

運命改変装置
運命を改変する装置。ドルンカークの「理想の未来」実現のため、予測された運命を改変するために用いられ、ひとみとバァンの仲を一時的に裂いた。最終的な起動によって絶対幸運圏を生成する。

アトランティスマシーン
作中では明確に言及されていないが、運命加速装置や運命予測装置といった一連の装置の総称と思われる。もともと、名称どおり、古代アトランティスにあったものであり、アトランティス人が全知全能になろうとして、作り出した。竜神人を含むアトランティス人が背に翼を持つのは、この機械によるものと考えられる。
ドルンカークは研究の末、この機械と同じものをザイバッハに作り上げた。

絶対幸運圏（ぜったいこううんけん）
運命改変装置の最終的な起動による「運命改変」効果が及ぶ範囲のこと。圏内に存在する全ての人の想いが叶えられる。

#### フレイド公国関連
フォルトナ寺院
僧兵の中でも精鋭部隊であるゼグウ一族が守るフレイド最古の寺。ゴダシムを後にした公王達が向かった場所。フレイドの秘宝があると言われている。

伝書・獅子の巻
フレイド公国に伝わる秘密の作戦を伝えた書物と思われる。首都ゴダシムの城の内部に敵を誘い込み、敵味方もろとも城を潰すという強烈な作戦。多数の味方の兵を犠牲にしなければならないが、敵方にも相応の痛手を与え、それに乗じて、王族たち等を逃がすことができる。
作中では、ボリスが城の内部で球形の石（キーストーン）を破壊し、城全体を崩壊させた。

パワースポット
ガイアを創り上げたアトランティスの想いの力、そのかけらがガイアには点在している。それがパワースポットである。
フレイドのフォルトナ寺院には、最大級のパワースポットが隠されていた。

フレイドの秘宝
フレイド公国最古の寺、フォルトナ寺院で代々守られているガイア最大級のパワースポットを指している。

封印の間
フォルトナ寺院内、パワースポットに関わるからくりがある部屋。
封印の剣を持つ王家の者とゼグウ一族のみが入るのを許されている。部屋の中心にはジャガーの像が据えられている。

秘宝・封印の剣
“封印の間”において、パワースポットを解放させる鍵となる宝刀。柄にはエナジストが埋め込まれており、アトランティス滅亡時の口伝が刻まれている。石版の中心に突き立てれば、エナジストが光り、口伝を壁に描き出す。そして、ジャガーの像にはめ込めば、パワースポットが解放される。

#### メレフとガイメレフ
メレフ
中にある操演宮に人間が入り、その人間の動きに合わせて動く鎧のようなもの。もともと竜退治のために造られたが、今は主に軍事利用されている。動力源はエナジスト。ガイアにある各国には、さまざまなメレフが存在している。軍の戦士にとって、メレフを与えられるのは名誉なことであり、戦士の中でもエリートとされる。しかし、戦いに備えたものばかりではなく、作中では、ザイバッハのブルドーザーのような作業用やアストリアの観賞用も確認できる。（参考：パワードスーツ）

ガイメレフ
戦士の操るメレフの中でも、通常の2倍近い大きさがあり、複数のエナジストを搭載している上位機種（ザイバッハのアルセイデスのみ通常一つ）。メレフもそうだが、職人による手作業で生産されるためメレフより手間のかかるガイメレフは極端に少ない。その製作には数十年から百年前後かかる。
個人が所有するガイメレフも存在する。アストリアの闘技場では、サジマを始めとする賞金稼ぎ3名がガイメレフを駆って、エスカフローネと対峙し、ドライデン・ファッサの船団に一体シェラザードがドライデン・ファッサの個人保有で確認されている（ドライデン・ファッサによると飾り）。

#### 各国のメレフ・ガイメレフ
エスカフローネ
ファーネリアで確認できる唯一のガイメレフで、王の専用機。血の契約（いわばバイオメトリクスまたは個人認証）をした者しか乗り込んで操縦できない。搭載するエナジストは両肩に緑のエナジスト、左胸に赤いエナジスト、さらに赤いエナジストの内部に埋め込まれるドラグエナジストの計4つである。伸縮式の両刃の剣を背に納めている。特徴は、イスパーノ・ホワイトと呼ばれる白い機体色および装甲と、飛竜の形に変形することである。変形時には搭乗者が竜の背中に当る部分で手綱のようなものを用いて操作する。このときは推力機関は外部に露出していない。また、さらに搭乗者の想いに反応して4本足を収納した高速飛行形態にも変形する。この高速形態ではジェットエンジンのような推力発生機関が露出する。
伝説のイスパーノ一族の製造であり、通常のガイメレフ製作期間よりも長い150年もの歳月を費やして作られている。作中での修理代が5千万ギルド（アレンの部下たちの給料2千年分）。作中では現ファーネリア王バァンが駆り、王の剣と共にファーネリア王の証である。
なお作中においてザイバッハ側が作成したイメージ映像では、1つの戦場に多数のエスカフローネが姿を現し、肩のエナジストからビームを放って浮遊要塞を沈めている。

シェラザード
アストリアの“天空の騎士”専用ガイメレフ。“天空の騎士"が12人いることとミラーナ姫の結婚式には複数のシェラザードが確認できたことから、アストリア王国保有としては12体あると思われる。西洋の騎士を思わせる風貌をもち、レイピアを使う。アレン・シェザールの搭乗機もこれである。また“天空の騎士"以外にドライデン・ファッサの船団に一体個人保有で確認されている。これはドライデン曰く「動かない観賞用」だと述べているが、後にアレン機の修理用として部品取りに使われた。アレン機は最終局面にて絶対幸運圏による運命改変の影響のもと、バァンの搭乗するエスカフローネと一騎打ちを繰り広げた。
コミック版では飛行能力も持つ。本来なら第二の主役機といえる立場だが、劇場版や『サンライズ英雄譚シリーズ』などにこの機体は登場していない。

シャファリス
フレイド公国の王専用ガイメレフ。後光を示すようなバックパックを背中に持ち、仏像のような雰囲気を醸し出している。ガイメレフをも貫く巨大な弓矢を武器とする。ザイバッハ帝国軍との決戦で大破した。

テルセイロ
フレイド公国のガイメレフ。ボリスがこれに乗り、“伝書・獅子の巻”を実行に移した。劇中には既に片腕が破損した状態で登場。

アルセイデス
ザイバッハ帝国製。従来のガイメレフと異なり、駆動部に製作の手間のかかる精密部品を使用せずに流体金属を用いたことが特徴である。これにより、ガイアにおいて初めて1ヶ月の短期間での量産（他のガイメレフの製造には一体あたり30年前後かかる）に成功した。色は青。浮き岩が内蔵されており、足を折りたたみ、立ち上がった姿勢のまま飛行することができる（この状態を浮遊態と呼び、原理的には飛行よりも浮遊に近いのがうかがえる）。エナジストは左肩に1つ。
アルセイデスに限らず、ザイバッハ帝国のガイメルフは流体金属を武器（クリーマの爪・炎など）や骨格として使用しているが、引火性の高い流体金属の性質上、撃破されると搭乗者ごと青い炎に包まれて融け崩れてしまう。

旧型アルセイデス
ザイバッハ製、エナジスト採掘場で使用されている旧型ガイメレフ。飛行能力を持たず、流体金属製ではない通常の剣を持っている。アイザックの回想シーンでは、帝都の建築作業に当たる描写がある。

竜撃隊用アルセイデス
本体は量産されているアルセイデスであるが、ステルスマントを持ち、マントで自身を覆い透明になって移動（飛行時をのぞく）することができる。竜撃隊所属機は第14話で壊滅した。

ディランドゥ専用アルセイデス
色が赤く、指揮官用のシャア専用ザクなどと同じく頭部に角を持つアルセイデス。もちろんステルスマントを持つ。動力となるエナジストは両肩に1つずつの2つに増えている。設定書ではガルディオーラという名前があった。
PlayStationゲーム本編中には、デイランドウ専用機に準じた仕様の黒いフォルケン専用アルセイデスも登場する。

テイリング
獣人の豹姉妹ナリヤ、エリヤ専用のザイバッハ製ガイメレフ。ナリヤ機は銀色、エリヤ機は金色の毛髪状の放熱索を備えている。アルセイデスのように変形して飛行するが、そのときは、足だけでなく腕もたたんで水平になり、より航空機的な空気抵抗の少ない形状になるため、その速度はエスカフローネの高速形態に匹敵する。又状況によって浮遊時などには（20話）中間形態も使用している。エスカフローネとの空戦では流体金属を弾丸として連射する機関砲的な武装も披露した。
アルセイデスとは異なり、液体金属を燃焼させる一種のロケット式エンジンを備えて高速飛行可能だが、反面流体金属の消耗は激しく、高速飛行での持続時間は約3分が限界。なお、ナリヤ・エリヤ姉妹の死後、ザイバッハを離脱したフォルケンが遺されたエリア機を使用した。

ナイアデス
PlayStationのゲーム版にのみ登場するカスタマイズ・ガイメレフ。名称の由来はギリシア神話のニンフ（精霊）ナイアスの複数形から。「幻の月の女」として幸運強化兵となったひとみの同級生「天野みづる」専用機として開発され、制御の難しい高純度の楕円形エナジストを、彼女自身の高い「幸運偏差値」により、コンバーターを介して制御。飛行中もクリーマの爪およびステルス・マントが使用可能。

オレアデス
物語終盤でディランドゥ機とジャジュカ機のみ確認されたザイバッハ製ガイメレフ。アルセイデスの完成形とも言える姿で、両肩に4個ずつの計8つのエナジストを持ち、アルセイデスよりもひと回り大型の機体となっている。ディランドゥ機は赤で角があり、ジャジュカ機は青。エナジストが増えたため、浮遊態でも新たに装備されたステルス・システムの使用が可能となっている。また、腕にある流体金属射出のための穴の数が増え、腕にある流体金属でない折りたたみ式の爪が3本から4本に増えた。最終局面においてディランドゥ機はエスカフローネに敗北するが、ディランドゥの正体がセレナであることに気付いたアレンが庇ったことで、上述のエスカフローネとシェラザードの一騎打ちという事態に発展する。

イスパーノのガイメレフ
エスカフローネに代表されるイスパーノ一族が製作したガイメレフ、工房船ではさらに数体が製作過程にあった。エスカフローネに似たタイプだが詳細は不明。
古文書には、「イスパーノのガイメレフは使い手を取り殺す」「イスパーノのガイメレフは血の契約により、主（あるじ）を決める。その主死するまで」とある。
イスパーノ人が劇中でエスカフローネとの異常なシンクロを見せるバァンのことを指し、「竜人族の血使う、イスパーノ保証できない」と述べている。

侍大将のメレフ
ファーネリアの侍大将が使用したメレフで4機が登場。元々は同型機だが意匠と武装をカスタマイズして特色を出している。竜撃隊と交戦して全滅した。

アストリアのメレフ
クルゼード隊やランパントの守備兵が用いていた歩兵型のメレフ。やられ役扱いでアルセイデスには敵わなかった。

弩弓メレフ
両肩に超大型の連弩を固定装備したメレフ。ファッサ家の私物で数体が対空用としてドライデンの商船に搭載されていたほか、ミラーナの結婚式にも儀仗用に配備されていたが、飛来したテイリングに応戦するも幸運強化兵により不運に見舞われて、発射前に弦が弾け飛んでしまった。

作業メレフ
ザイバッハ帝国製。エナジスト採掘用であり、ブルドーザー型とショベル型の2体が登場。採掘場を守る為に旧型アルセイデスと共にエスカフローネに果敢に挑むも、一蹴されてしまった。

## スタッフ
- 企画 - サンライズ
- 原作 - 矢立肇、河森正治
- 連載 - 角川書店「少年エース」「ファンタジーDX」
- 監督 - 赤根和樹
- スーパーバイザー・シリーズ構成 - 河森正治
- キャラクターデザイン - 結城信輝
- アニメーションディレクター - 逢坂浩司
- メカニカルデザイン - 山根公利
- メカニカルディレクター／メカ作画監督 - 佐野浩敏
- デザイン協力 - 前田真宏、幡池裕行、武半慎吾、石垣純哉
- 色彩設計 - 中山しほ子
- 美術監督 - 東潤一
- 撮影監督 - 桶田一展
- 音響監督 - 若林和弘
- 音楽 - 菅野よう子、溝口肇
- 音楽プロデューサー - 佐々木史朗、太田敏明
- 音楽制作 - ビクターエンタテインメント
- 音楽協力 - テレビ東京ミュージック
- 効果 - 倉橋静男
- 編集 - 鶴渕友彰
- プロデューサー - 村瀬由美（テレビ東京）・南雅彦（サンライズ）
- 製作協力 - バンダイビジュアル、高梨実、梅澤勝路
- 製作 - テレビ東京・サンライズ
- 著作 - (C)1996 SUNRISE INC.・テレビ東京

## 主題歌
オープニングテーマ「約束はいらない」
作詞 - 岩里祐穂 / 作曲・編曲 - 菅野よう子 / 歌 - 坂本真綾

エンディングテーマ「MYSTIC EYES」
作詞・作曲・歌 - 和田弘樹 / 編曲 - 和田弘樹、本間昭光

劇場版主題歌「指輪」
作詞 - 岩里祐穂 / 作曲・編曲 - 菅野よう子 / 歌 - 坂本真綾

## 各話リスト
| 話数   | 放送日        | サブタイトル   | 脚本     | 絵コンテ          | 演出       | 作画監督                        | 出典  |
| ------ | ------------- | -------------- | -------- | ----------------- | ---------- | ------------------------------- | ----- |
| 第1話  | 1996年 4月2日 | 運命の告白     | 河森正治 | 赤根和樹          | 武井良幸   | 逢坂浩司                        |       |
| 第2話  | 4月9日        | 幻の月の少女   | 山口亮太 | 赤根和樹          | 吉本毅     | 工原しげき                      |       |
| 第3話  | 4月16日       | 華麗なる剣士   | 山口亮太 | 河本昇悟          | 河本昇悟   | 菅野宏紀                        |       |
| 第4話  | 4月23日       | 魔性の美少年   | 稲荷昭彦 | 武井良幸          | 武井良幸   | 小森高博                        |       |
| 第5話  | 4月30日       | 兄弟の刻印     | 北嶋博明 | 渡辺信一郎        | 渡辺信一郎 | 逢坂浩司                        |       |
| 第6話  | 5月7日        | 策謀の都       | 山口亮太 | 河本昇悟          | 吉本毅     | 菅野宏紀 入江泰浩（協力）       |       |
| 第7話  | 5月14日       | 予期せぬ別れ   | 稲荷昭彦 | 武井良幸          | 武井良幸   | 工原しげき                      |       |
| 第8話  | 5月21日       | 天使の舞う日   | 北嶋博明 | 渡辺信一郎        | 渡辺信一郎 | しんぼたくろう 久行宏和         |       |
| 第9話  | 5月28日       | 羽根の記憶     | 山口亮太 | 赤根和樹          | 吉本毅     | 小森高博                        |       |
| 第10話 | 6月4日        | 青き瞳の王子   | 稲荷昭彦 | 河本昇悟          | 河本昇悟   | 逢坂浩司                        |       |
| 第11話 | 6月11日       | 死の予言       | 北嶋博明 | 武井良幸          | 武井良幸   | しんぼたくろう                  | [ 4 ] |
| 第12話 | 6月18日       | 秘密の扉       | 山口亮太 | 渡辺信一郎        | 吉本毅     | しんぼたくろう 柳沢哲也（協力） | [ 4 ] |
| 第13話 | 6月25日       | 赤い運命       | 稲荷昭彦 | 河本昇悟          | 河本昇悟   | 菅野宏紀                        | [ 4 ] |
| 第14話 | 7月2日        | 危険な傷跡     | 北嶋博明 | 武井良幸          | 武井良幸   | 工原しげき                      | [ 4 ] |
| 第15話 | 7月9日        | 失われた楽園   | 山口亮太 | 甚目喜一          | 佐藤育郎   | 小森高博                        | [ 4 ] |
| 第16話 | 7月16日       | 導かれし者     | 稲荷昭彦 | 渡辺信一郎        | 吉本毅     | しんぼたくろう 柳沢哲也         | [ 5 ] |
| 第17話 | 7月23日       | この世の果て   | 山口亮太 | 河本昇悟          | 河本昇悟   | 逢坂浩司                        | [ 5 ] |
| 第18話 | 7月30日       | 運命の引力     | 稲荷昭彦 | 武井良幸          | 武井良幸   | しんぼたくろう 柳沢哲也         | [ 5 ] |
| 第19話 | 8月6日        | 恋の黄金律作戦 | 山口亮太 | 山口祐司          | 佐藤育郎   | 菅野宏紀                        | [ 5 ] |
| 第20話 | 8月13日       | 偽りの契り     | 稲荷昭彦 | 河森正治          | 吉本毅     | 小森高博                        | [ 6 ] |
| 第21話 | 8月20日       | 幸運の反作用   | 北嶋博明 | 高本宣弘          | 河本昇悟   | 入江泰浩 都留稔幸（協力）       | [ 6 ] |
| 第22話 | 8月27日       | 黒き翼の天使   | 山口亮太 | 近藤信宏          | 武井良幸   | 逢坂浩司                        | [ 6 ] |
| 第23話 | 9月3日        | 嵐の予感       | 稲荷昭彦 | 高本宣弘          | 佐藤育郎   | 竹内浩志                        | [ 6 ] |
| 第24話 | 9月10日       | 運命の選択     | 北嶋博明 | 赤根和樹          | 赤根和樹   | 工原しげき                      | [ 6 ] |
| 第25話 | 9月17日       | 絶対幸運圏     | 稲荷昭彦 | 河本昇悟 赤根和樹 | 吉本毅     | 小森高博 菅野宏紀               | [ 7 ] |
| 第26話 | 9月24日       | 永遠の想い     | 山口亮太 | 赤根和樹          | 武井良幸   | 逢坂浩司                        | [ 7 ] |

## 放送局
放送日時はIBC岩手放送と山形放送とBS・CS放送局、個別に出典が提示されているものを除き1996年7月上旬時点のものとする。
| 放送地域       | 放送局         | 放送期間                      | 放送日時           | 放送系列       | 備考             |
| -------------- | -------------- | ----------------------------- | ------------------ | -------------- | ---------------- |
| 関東広域圏     | テレビ東京     | 1996年4月2日 - 9月24日        | 火曜 18:00 - 18:30 | テレビ東京系列 | 製作局           |
| 北海道         | テレビ北海道   | 1996年4月2日 - 9月24日        | 火曜 18:00 - 18:30 | テレビ東京系列 |                  |
| 愛知県         | テレビ愛知     | 1996年4月2日 - 9月24日        | 火曜 18:00 - 18:30 | テレビ東京系列 |                  |
| 大阪府         | テレビ大阪     | 1996年4月2日 - 9月24日        | 火曜 18:00 - 18:30 | テレビ東京系列 |                  |
| 岡山県・香川県 | テレビせとうち | 1996年4月2日 - 9月24日        | 火曜 18:00 - 18:30 | テレビ東京系列 |                  |
| 福岡県         | TXN九州        | 1996年4月2日 - 9月24日        | 火曜 18:00 - 18:30 | テレビ東京系列 | 現・TVQ九州放送  |
| 岩手県         | IBC岩手放送    |                               | 不明               | TBS系列        |                  |
| 山形県         | 山形放送       |                               | 不明               | 日本テレビ系列 |                  |
| 新潟県         | 新潟放送       | （1997年6月時点）             | 金曜 1:35 - 2:05   | TBS系列        |                  |
| 長野県         | テレビ信州     | 1996年5月14日 - 1996年11月5日 | 火曜 17:00 - 17:30 | 日本テレビ系列 |                  |
| 三重県         | 三重テレビ     | （1997年6月時点）             | 月曜 17:05 - 17:35 | 独立UHF局      |                  |
| 滋賀県         | びわ湖放送     |                               | 日曜 7:30 - 8:00   | 独立UHF局      |                  |
| 奈良県         | 奈良テレビ     |                               | 日曜 8:30 - 9:00   | 独立UHF局      |                  |
| 和歌山県       | テレビ和歌山   |                               | 日曜 8:30 - 9:00   | 独立UHF局      |                  |
| 広島県         | テレビ新広島   |                               | 金曜 5:25 - 5:55   | フジテレビ系列 |                  |
| 沖縄県         | 琉球放送       |                               | 木曜 16:00 - 16:30 | TBS系列        |                  |
| 日本全域       | AT-X           |                               | 不明               | CS放送         | リピート放送あり |
| 日本全域       | アニマックス   |                               | 不明               | CS放送         | リピート放送あり |
| 日本全域       | BS11           | 2011年10月8日 - 2012年3月31日 | 土曜 23:00 - 23:30 | BSデジタル放送 | 『ANIME+』枠     |

## 劇場版
『エスカフローネ』（Escaflowne）。2000年6月24日公開。サンライズと韓国企業との初の正式製作&出資で作られた日韓米合作アニメーション映画。TVシリーズが韓国で高視聴率を取り韓国側からのオファーで映画化が実現した。製作総予算は3億円。設定、ストーリーを大幅に変更し声優も一部入れ替えられた完全な新作映画として製作された。日本では一般公開ではなくシネマコンプレックス企業と組む変則的な公開だったため興行収益が振るわなかったが、その後本格的なアニメーション映画として各国で公開された。

### ストーリー
生きる理由を見失っていた女子高生のひとみは、ある日異世界ガイアへと連れて行かれ翼の神と呼ばれるようになった。黒竜族と戦うアレン率いるアバハラキの一団と同行することになったひとみは、黒竜族の総帥フォルケンの弟であり、竜の鎧エスカフローネを動かせる竜族の末裔バァンという青年と出会い惹かれるようになる。

### 主な変更点
テレビ版と違い、ひとみは陸上を止め、自分の存在意義を見出せずにいた。そこにフォルケンが現れエスカフローネを蘇らせる「翼の神」としてガイアに召喚される。バァンとフォルケンは「竜族」（竜神人のような白い翼を持つ）の王の子。フォルケンは自分ではなく弟に「王の印」が現れたために一族を抜け、「黒竜族」の軍隊を率いて一族を滅ぼしガイアそのものを消し去ろうとする。
アレンやミラーナは黒竜軍に国を滅ぼされたものたちが結成したレジスタンス「アバハラキ」のメンバーとして登場。バァンとメルルもそこに身を置いている。ディランドゥは、フォルケンによって拾われた竜族の血を引く少年という設定。
竜族のバァン、フォルケン、ディランドゥの3人は魔導力なる超能力が使える。ガイメレフは生物的なデザインへとアレンジされている。古代の遺物であり新たに製造することは出来ず、「竜の鎧」としてエスカフローネとアルセイデスの2機しか登場しない。また操縦には魔導力が必要である。また、地球上での舞台が湘南から東京に変更されており、原宿や国立競技場などが出て来る。

### スタッフ
- 原作 - 矢立肇、河森正治
- 脚本 - 山口亮太、赤根和樹
- キャラクターデザイン・アニメーションディレクター - 結城信輝
- メカニックデザイン - 山根公利
- 甲冑デザイン協力 - 出渕裕
- 演出 - 武井良幸
- 作画監督 - 逢坂浩司、菅野宏紀、川元利浩、小森高博、斎藤恒徳、横山彰利
- メカニカル作画監督 - 佐野浩敏、杉浦幸次
- セットデザイン - 武半慎吾、佐山善則
- 色彩設定 - 中山しほ子
- 美術監督 - 東潤一
- 撮影監督 - 桶田一展
- 編集 - 山森重之
- 音響監督 - 亀山俊樹
- 音楽 - 菅野よう子、溝口肇
- エスカフローネパートナーズ - 吉井孝幸（サンライズ）、角田良平（バンダイビジュアル）、金民基（STARMAX.CO.LTD）、田泰變（A.F.D.F）、KEN IYADOMI（BANDAI ENTERTAINMENT INC.）
- プロデューサー - 植田益朗、高梨実、南雅彦、横浜豊行
- アシスタントプロデューサー - 梅澤勝路、陶山明美、趙裕哲
- アニメーション制作 - BONES
- 制作 - サンライズ
- 製作 - サンライズ・バンダイビジュアル
- 製作協力 - A.F.D.F、BANDAI ENTERTAINMENT INC.
- 配給 - オメガ・プロジェクト
- 監督 - 赤根和樹
- 著作 - ©2000 サンライズ・バンダイビジュアル

### 主題歌
主題歌「指輪」
作詞 - 岩里祐穂 / 作曲・編曲 - 菅野よう子 / 歌 - 坂本真綾

挿入歌
「SORA」
作詞 - Gabriela Robin / 作曲・編曲 - 菅野よう子 / 歌 - Shanti Snyder

「SORA -酒場にて」
作詞 - Gabriela Robin / 作曲・編曲 - 菅野よう子 / 歌 - Midori

## 関連作品

### 漫画
いずれもストーリー、設定などがアニメと異なっている。
『少年エース』版
作者は克・亜樹。『少年エース』（角川書店）で1994年12月号 - 1998年1月号まで連載された。
主人公の名前（星野ひとみ）を始め、設定が大きく異なる。克によれば、結果的にボツになってしまった初期設定を元にしてストーリーを構成したとのことが理由であるらしい。単行本は全8巻。

『ASUKA FANTASY DX』版
作者は矢代ゆずる。『ASUKA FANTASY DX』（角川書店）で1996年5月号 - 1997年2月号まで連載された。
作品タイトルは連載時には『メサイア・ナイト天空のエスカフローネ』だったが、単行本では『HITOMI天空のエスカフローネ』となっている。単行本は全2巻。

### 小説
『天空のエスカフローネ』
著者は塚本裕美子。テレビ版のノベライズで、内容は本編のストーリーに沿っている（全6巻、角川書店、1996、1997年）。

『エスカフローネ』
著者は山口亮太。劇場版のノベライズ（角川書店、角川スニーカー文庫、2000年）。

### CD-ROM
PC向けHybrid版CD-ROM『天空のエスカフローネCOLLECTION』（ISBN 4-89601-280-1 C0876 P5974E）が1996年に発売。企画・販売は ムービック、制作はリンク工房。

### ゲーム
天空のエスカフローネ
PlayStation用ゲーム。
テレビ放映版をベースに新たに設定されたガイメレフや人物が登場する。限定版にはテレビ放送でタイトルと同時に登場していたタロットカード（全26話分の26枚）と、スペシャルムック（小冊子）が付属。

スーパーロボット大戦COMPACT3
2003年発売のワンダースワンカラー用ゲーム。
『マジンガーZ』や『機動戦士ガンダム 逆襲のシャア』といったシリーズ常連の作品や、同じくファンタジー要素の強い『聖戦士ダンバイン』と共演した。
開発時には特殊システムやエスカフローネの武装には作中イメージ映像に登場するだけだった、肩のエナジストからのビーム攻撃も武装に取り入れられる予定だったが削除された。また、高速形態のエスカフローネではパイロットのバァンがむき出しになる上にコクピット内は吹き曝しのため、宇宙マップは登場しない。
条件を満たすとエリヤ、ナリアが仲間になる。他にも条件を満たすとディランドゥがセレナに戻り合流するといった展開が用意されている。

サンライズ英雄譚2
PlayStation 2用ゲーム。
サンライズ制作のアニメ作品によるクロスオーバーが特徴のソフトで、本作からはバァンやひとみ、メカはエスカフローネが登場している。
また続編『サンライズ・ワールド・ウォー』にも一部キャラクターが登場している。

GBハロボッツ
ゲームボーイ用ゲーム。
エスカフローネとシェラザードが登場する。
また同作品の系統を組むゲームボーイアドバンス専用ソフト『ハロボッツ ロボヒーローバトリング!!』にも同ユニットが登場している。

スーパーロボット大戦X-Ω
スマートフォン用ゲーム。
スーパーロボット大戦シリーズの参戦は『COMPACT3』以来から約16年ぶり。

### ラジオ
劇場版の公開に合わせて放送。
- 坂本真綾のエスカフローネ・アイズ
文化放送にて2000年7月5日-9月27日まで水曜25:30-26:00。パーソナリティに坂本真綾を迎えスタッフ、キャストとのトークなどを放送。
- エスカフローネプロローグ
FM大阪にて2000年5月22日-の月-木深夜27:10『MUSIC CUBE』のコーナーとして放送されたラジオドラマ。地球編12話とガイア編12話からなる。

### ドラマCD
天空のエスカフローネ オリジナルドラマアルバム ジェチアの想い
テレビ放映版第5話、第6話の挿入話。

エスカフローネ プロローグ 1 EARTH、エスカフローネ プロローグ 2 GAEA
前述のラジオドラマのCD化。

サンライズワールド〜オープン前夜、キャラ大混乱!!〜
サンライズラヂオからのドラマCDでガンダムや勇者シリーズなどのキャラが出演。バァンも出演している。

### パチンコ
- CR天空のエスカフローネ（エース電研、2011年1月発売）

### 玩具展開
いくつかはテレビ放送時期に展開された。
- リミテッドモデル
バンダイが発売したプラモデルの簡略版。単色成型が多く接着剤を必要としたガレージキットに近い組み立てモデルとなっている
ラインナップはエスカフローネ、シェラザード、アルセイデスの三種。
- 完全変形エスカフローネ
スタジオ・ハーフアイが発売した組み立て式レジンキット。人型から竜形態に変形する。組み立てには高度な技術を要する。
- 変形エスカフローネ
やまとが発売した上記の完全変形モデルの完成品。ただし簡易モデルなので首は可動しない、翼は別パーツなどの問題点も多いが変形は再現されている。バァンのフィギュアは付属しない。

### その他
- 制作会社サンライズの所在地の上井草駅駅前の洋食レストランに当該作品をもじったメニューの中にエスカフロートがある。サンライズのスタッフがよく利用する店のため。